# Фотобиология
Фотобиологията е дял от биологията, който изучава въздействието на светлината върху живите организми. Занимава се по-точно с проблемите на фотосинтезата, също така изследва и биоритмите при различните животни под влияние на годишните времена.